# Emporia Telecom
Die Emporia Telecom GmbH & Co. KG ist ein österreichisches Telekommunikationsunternehmen mit Hauptsitz in Linz.

## Unternehmen
Das Unternehmen produziert Mobiltelefone und Mobilfunk-Zubehör für ältere Menschen (Seniorenhandys). Als Anbieter dieses Sektors wird der Konzern von der Gesellschaft für Konsumforschung (GfK) erfasst. Produkte der Firma werden in 20 Ländern vertrieben. In Deutschland sind Emporia-Handys bei allen großen Netzbetreibern erhältlich, international arbeitet der Hersteller beispielsweise mit Deutscher Telekom, Vodafone und Orange zusammen. Emporia wurde 1991 gegründet und hat sich nach eigenen Angaben auf einfache Telefonie für Senioren spezialisiert. Eigentümerin und Geschäftsführerin ist Eveline Pupeter. Der Konzern beschäftigt rund 100 Mitarbeiter und setzte im Geschäftsjahr 2017/2018 30 Millionen Euro in 20 Ländern um. Seit November 2018 vertreibt Emporia unter der Marke IOMI auch Smartphone-Zubehör, wie beispielsweise Handyhüllen und Displayschutzfolien. Die Zielgruppe der neuen Lifestyle-Marke ist ein deutlich jüngeres Publikum.

## Geschichte
Albert Fellner gründet Emporia im Jahr 1991. Eveline Pupeter gehört seit 2003 der Geschäftsführung des Familienunternehmens an. Sie ist für das Europageschäft sowie für Marketing, Strategie und Personal verantwortlich. Seit 2015 ist Pupeter alleinige Geschäftsführerin.

## Zielgruppe
Zielgruppe von Emporia sind ältere und oft auch körperlich beeinträchtigte Menschen. Die Alterserscheinungen wie eingeschränkte Sehkraft, Motorik und Hörvermögen werden in der Handyentwicklung berücksichtigt. Forschungskooperationen zur Weiterentwicklung bestehen unter anderem mit den Universitäten in Linz und Cambridge.

## Produkte
Das große Display soll eine bessere Lesbarkeit gewährleisten und wird durch eine Lupenfunktion ergänzt. Emporia-Produkte verfügen über Lautsprecher, die mit Hörgeräten kompatibel sind. Die Displaybeleuchtung der Mobiltelefone soll für Menschen mit Sehbehinderung (z. B. Menschen mit Grauem Star) geeignet sein. Eine Notruf-Taste ermöglicht es, schnell einen Notruf abzusetzen. Einige Mobiltelefone sind mit GPS und einem Fallsensor ausgestattet. Mit dieser Technologie soll nach einem Sturz automatisch ein Notruf abgesetzt und die aktuelle Position per SMS übermittelt werden.
2018 brachte das Unternehmen eine Applikation für das Betriebssystem Android auf den Markt, um die Bedienung klassischer Smartphones für ältere Menschen zu erleichtern.

## Kooperationen und Aktivitäten
Emporia führt Aktivitäten mit und für Senioren durch. So rief das Unternehmen beispielsweise in Kooperation mit der Deutschen Seniorenliga e.V. den Ideenwettbewerb Einfach telefonieren ins Leben. Zu den Jurymitgliedern zählen neben den Initiatoren auch Vertreter der Deutschen Telekom, der RWTH Aachen sowie der Hochschule für Kunst und Design Halle. Die Gewinner-Vorschläge des ersten Wettbewerbs sind eine „Visitenkartentaste“, mit der auf Knopfdruck Name, Adresse und Patientendaten des Besitzers eingesehen werden können, sowie eine „Handy Mitnahme Erinnerung“, die akustisch davor warnt, wenn der Besitzer die Wohnung ohne sein Handy verlässt. Ebenfalls honoriert wurde das Modell „SPhone“, ein Handy, das in seiner Formgebung an einen klassischen Telefonhörer erinnert. Die Ideen der Gewinner werden von Emporia geprüft und sollen später auch in die Produktentwicklung einfließen.